# ماریا استادنیک
ماریا استادنیک (به اوکراینی: Марія Василівна Стадник؛ زادهٔ ۳ ژوئن ۱۹۸۸) یک کشتی‌گیر زن اوکراینی‌تبار است که برای جمهوری آذربایجان (از سال ۲۰۰۷ به بعد) در دسته‌های ۴۸ و ۵۰ کیلوگرم رقابت کرده و افتخارات بسیاری را کسب کرده است. استادنیک برندهٔ چهار مدال از چهار دورهٔ پیاپی بازی‌های المپیک شامل دو مدال نقرهٔ المپیک ۲۰۱۶ ریو و المپیک ۲۰۱۲ لندن و دو برنز المپیک ۲۰۰۸ پکن و المپیک ۲۰۲۰ توکیو است و قهرمان مسابقات قهرمانی کشتی جهان در سال‌های ۲۰۰۹ و ۲۰۱۹ است. کسب مدال طلای دو دورهٔ بازی‌های اروپایی در ۲۰۱۵ و ۲۰۱۹، و نیز کسب هفت عنوان قهرمانی در مسابقات قهرمانی کشتی اروپا از ۲۰۰۸ تا ۲۰۲۱ از دیگر افتخارات استادنیک است. وی سابقه حضور در المپیک ۲۰۲۴ پاریس را دارد.   